# Joshua King
|  | Aquest article tracta sobre el matemàtic anglès. Si cerqueu el futbolista noruec, vegeu «Joshua Christian Kojo King». |

Joshua King   (Lowick, 16 de gener de 1798 - 1 de setembre de 1857) fou un matemàtic i polític anglès conegut per ser el 12è professor Lucasià de Matemàtiques a la Universitat de Cambridge, càrrec que ocupà des de 1839 fins a 1849. Va ser també president del Queens' College de Cambridge des de 1832 fins a la seva mort i vicerector de la Universitat de Cambridge els anys 1833 i 1834.

## Educació
Educat a la Hawkshead Grammar School, Joshua King estuidà primer al Trinity College de Cambridge el 1815, però es traslladà al Queens' College el febrer de 1816 com a estudiant becat i es va graduar com a Senior Wrangler el 1819.

## Carrera
Fou elegit membre del Queens' College de Cambridge el 1820, i en va servir com a president des de 1832 fins a la seva mort, esdevenint la primera persona que no pertanyia a les ordres sagrades a ser escollida per a aquest càrrec. A la Universitat, va ser professor Lucasià de Matemàtiques des de 1839, càtedra a la que va renunciar per problemes de salut el 1849 sense haver donat conferències i havent publicat només un article. Aparentment, els seus interessos van passar de les matemàtiques a la política, tot i que es va negar a presentar-se com a candidat tory al Parlament, a la ciutat ni a la Universitat. Va formar part de molts comitès i va ser vicerector el curs 1833/1834. Va morir el primer de setembre de 1857 als 59 anys i va ser enterrat a l'antecapella de l'esmentat College. Després de la seva mort es van buscar estudis i treballs que haguessin quedat sense publicar, però no es va trobar res d'interès per a ser publicat.